# Кристиан Данер
Кристиан Данер (на германски Christian Danner) е бивш пилот от Формула 1. Роден на 4 април 1958 година в Мюнхен, Германия.

## Формула 1
Кристиан Данер прави своя дебют във Формула 1 в Голямата награда на Белгия през 1985 година. В световния шампионат записва 47 състезания и събира 4 точки.